# Partido Socialista Unificado de Berlín Oeste
El Partido Socialista Unificado de Berlín Oeste (en alemán: Sozialistische Einheitspartei Westberlins, SEW) fue un partido comunista en Berlín Occidental.

## Historia
El partido fue fundado el 24 de noviembre de 1962, cuando la organización local en Berlín Occidental del Partido Socialista Unificado de Alemania (SED) se separó del mismo. Hasta 1969, el partido fue conocido como Partido Socialista Unificado de Alemania - Berlín Oeste (Sozialistische Einheitspartei Deutschlands - Westberlin, SED-W). Gerhard Danelius fue presidente del partido hasta 1978.
En muchos aspectos, el partido siguió funcionando como una rama del SED, incluso después de haberse convertido oficialmente en un partido político independiente. Sus principales dirigentes visitaron la RDA y estaban constantemente en contacto con las autoridades del SED, especialmente con el Westabteilung ("Departamento Occidental"), organismo del partido encargado de los contactos con organizaciones de Occidente. Su periódico Die Wahrheit ("La Verdad") tenía 8.500 suscriptores en 1968, pero el número se redujo a 4.500 a finales de la década de 1980. En 1989 circulaban aproximadamente 15.000 ejemplares, pero solo una fracción (alrededor de 4000) se comercializaba realmente en Berlín Occidental, ya que la mayoría de los ejemplares fueron distribuidos gratuitamente a los países socialistas. El periódico era principalmente financiado por el gobierno de la RDA, por lo que este también era controlado en menor medida por el mismo.
De manera similar, el programa del partido también fue manipulado por la dirección del SED, a pesar de estar ya aceptado oficialmente por la directiva del SEW. Erich Honecker realizó varias revisiones y correcciones a la versión del programa que ya había sido acordada y establecida como definitiva. Sin embargo, algunos documentos del SED revelan que en la década de 1970, cuando el SEW era dirigido por Danelius, el SED consideraba la cooperación con el Partido Comunista Alemán (DKP) más estrecha que con el SEW. Luego de la muerte de Danelius en 1978, este fue sustituido por Horst Schmitt, quién intensificó los lazos del SEW con el SED.
La estructura del partido estaba basada en el centralismo democrático, lo que significaba que los miembros disidentes no tenían manera de establecer sus opiniones dentro del partido, y eran expulsados regularmente. En 1980, una facción cercana al eurocomunismo y formas de izquierda política alternativas, se distanció del SEW, pero el liderazgo del mismo consiguió reprimir esta disidencia purgando a los disidentes. El líder del partido, Schmitt, explicó que la expulsión de "30 o 35 bandidos es necesaria para un proceso de limpieza".
El ascenso de Gorbachov al poder en la Unión Soviética tuvo un impacto en las organizaciones marxistas-leninistas alemanas. En el SEW, una grieta se desarrolló entre los miembros más liberales, que apreciaron las políticas de Gorbachov como una oportunidad para revivir los movimientos de izquierda en Europa, pero la dirección del partido optó por ignorar las reformas en la URSS como lo hicieron sus mentores de la Alemania Oriental.
Tras la reunificación alemana, el SEW fue rebautizado como Iniciativa Socialista (Sozialistische Initiative), disolviéndose finalmente en 1991. La mayoría de sus miembros se unieron al Partido del Socialismo Democrático (PDS).
La organización juvenil del SEW fue la Asociación Juvenil Socialista Karl Liebknecht (Sozialistischer Jugendverband Karl Liebknecht).

## Resultados electorales
Resultados del partido en las elecciones estatales de Berlín:
- 1963 - 20.929 (1,4%, como SED-W)
- 1967 - 29.925 (2,0%, como SED-W)
- 1971 - 33.845 (2,3%)
- 1975 - 25.105 (1,8%)
- 1979 - 13.744 (1,1%)
- 1981 - 8.176 (0,6%)
- 1985 - 7.731 (0,6%)
- 1989 - 6.875 (0,6%)